# 제니 사빌
제니퍼 앤 사빌(Jennifer Anne Saville, 1970년 5월 7일)은 영국의 화가이다. 영 브리티시 아티스트의 창립 멤버이다. 잉글랜드 옥스퍼드에서 활동하며 여성의 누드화를 큰 크기로 묘사한 작품으로 알려져 있다. 1992년 글래스고 스쿨 오브 아트를 졸업했으며 2000년부터 2006년까지 슬레이드 스쿨 오브 파인 아트에서 강사로 활동했다.

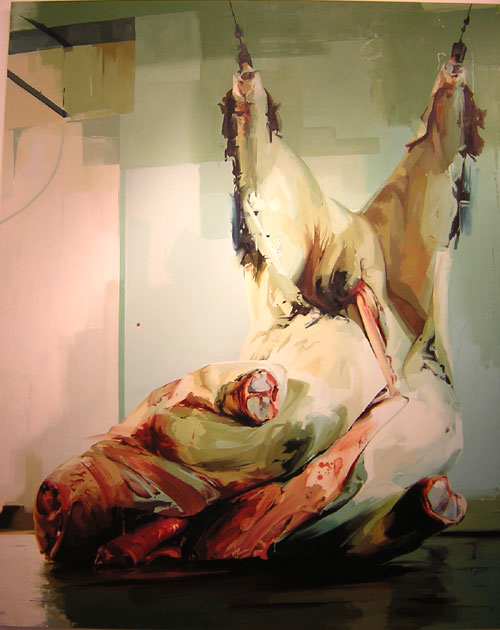
《토르소》 (2004-2005), 캔버스에 유채